# Ty Danco
Walter Ten Eyck „Ty“ Danco (* 20. Oktober 1955 in New Haven, Connecticut) ist ein ehemaliger US-amerikanischer Rennrodler.
Danco trat im Doppelsitzer mit Richard Healey an. Zusammen starteten sie bei den Olympischen Winterspielen 1980 in Lake Placid. Den Wettkampf beendeten sie auf Rang elf.
Danco hat das Middlebury College besucht und 1977 abgeschlossen. 1983 erhielt er einen Masterabschluss der Wharten Business School an der University of Pennsylvania. Er arbeitete bei verschiedenen Investmentbanken und Finanzdienstleistern. Danco lebt mit seiner Frau in der Nähe von Burlington, Vermont.